# Droga wojewódzka 355
Die Droga wojewódzka 355 (DW 355) ist eine acht Kilometer lange Droga wojewódzka (Woiwodschaftsstraße) in der polnischen Woiwodschaft Niederschlesien, die die Droga wojewódzka 352 in Koźmin mit Zawidów und Tschechien verbindet. Die Strecke liegt im Powiat Zgorzelecki.

## Streckenverlauf
Woiwodschaft Niederschlesien, Powiat Zgorzelecki
-  Koźmin (Kosma) (DW 352)
-  Sulików (Schönberg/O.L.) (DK 357)
- Zawidów (Seidenberg)